# Lijst van nummer 1-hits in Noorwegen in 2011
Deze hits stonden in 2011 op nummer 1 in de VG-lista, de bekendste hitlijst in Noorwegen.
| Week | Artiest                       | Titel             |
| ---- | ----------------------------- | ----------------- |
| 1    | Amy Macdonald                 | This is the life  |
| 2    | Duck Sauce                    | Barbra Streisand  |
| 3    | Bruno Mars                    | Grenade           |
| 4    | Bruno Mars                    | Grenade           |
| 5    | Bruno Mars                    | Grenade           |
| 6    | Stella Mwangi                 | Haba haba         |
| 7    | Stella Mwangi                 | Haba haba         |
| 8    | Stella Mwangi                 | Haba haba         |
| 9    | Stella Mwangi                 | Haba haba         |
| 10   | Alexis Jordan                 | Happiness         |
| 11   | Marit Larsen                  | Vår beste dag     |
| 12   | Jennifer Lopez & Pitbull      | On the floor      |
| 13   | Jennifer Lopez & Pitbull      | On the floor      |
| 14   | Jennifer Lopez & Pitbull      | On the floor      |
| 15   | Jennifer Lopez & Pitbull      | On the floor      |
| 16   | Jennifer Lopez & Pitbull      | On the floor      |
| 17   | Chris Medina                  | What are words    |
| 18   | Chris Medina                  | What are words    |
| 19   | Chris Medina                  | What are words    |
| 20   | Chris Medina                  | What are words    |
| 21   | Chris Medina                  | What are words    |
| 22   | Chris Medina                  | What are words    |
| 23   | Chris Medina                  | What are words    |
| 24   | Chris Medina                  | What are words    |
| 25   | Chris Medina                  | What are words    |
| 26   | Chris Medina                  | What are words    |
| 27   | Chris Medina                  | What are words    |
| 28   | Gabrielle                     | Ring meg          |
| 29   | Gabrielle                     | Ring meg          |
| 30   | Gabrielle                     | Ring meg          |
| 31   | Herborg Kråkevik              | Til ungdommen     |
| 32   | Gabrielle                     | Ring meg          |
| 33   | Gabrielle                     | Ring meg          |
| 34   | Gabrielle                     | Ring meg          |
| 35   | Gabrielle                     | Ring meg          |
| 36   | Maroon 5 & Christina Aguilera | Moves like Jagger |
| 37   | Maroon 5 & Christina Aguilera | Moves like Jagger |
| 38   | Maroon 5 & Christina Aguilera | Moves like Jagger |
| 39   | Maroon 5 & Christina Aguilera | Moves like Jagger |
| 40   | Rihanna & Calvin Harris       | We found love     |
| 41   | Maroon 5 & Christina Aguilera | Moves like Jagger |
| 42   | Rihanna & Calvin Harris       | We found love     |
| 43   | Rihanna & Calvin Harris       | We found love     |
| 44   | Rihanna & Calvin Harris       | We found love     |
| 45   | Rihanna & Calvin Harris       | We found love     |
| 46   | Rihanna & Calvin Harris       | We found love     |
| 47   | Rihanna & Calvin Harris       | We found love     |
| 48   | Rihanna & Calvin Harris       | We found love     |
| 49   | Rihanna & Calvin Harris       | We found love     |
| 50   | Coldplay                      | Paradise          |
| 51   | Avicii                        | Levels            |
| 52   | Avicii                        | Levels            |
| 53   | Avicii                        | Levels            |